# Кардинал-Ровно
«Кардинал-Ровно» — украинский мини-футбольный клуб, с 2007 года выступающий в высшей лиге и экстра-лиге чемпионата Украины. Финалист кубка Украины по мини-футболу в 2011 году.

## История
МФК «Кардинал» основан во Львове в 2000 году. Два сезона команда выступает в первенстве города, после чего заявляется во Западную зону второй лиги Чемпионата Украины. Во второй лиге команда выступает с 2002 по 2005 годы, завоевав две бронзовых и одну серебряную медаль.
В 2005 году команда дебютирует в первой лиге и в этом же сезоне занимает второе место среди команд Западной зоны. В следующем году МФК «Кардинал» занимает шестое место, но несмотря на низкое занятое место получает предложение принять участие в Высшей лиге.
Начиная с 2007 года команда выступает в Высшей лиге Чемпионата Украины по мини-футболу, и в следующих трёх сезонах неизменно занимает места не выше одиннадцатого.
В 2010 году президент клуба принимает решение о переезде клуба из Львова в Ровно. После существенного усиления игроками, а также смены тренера, в сезоне 2010/2011 команда, выступающая под новым названием МФК «Кардинал-Ровно», занимает пятое место в чемпионате. А наивысшим достижением становится участие в финале Кубка Украины по мини-футболу в 2011 году, в котором «Кардинал-Ровно» уступает львовской «Энергии» со счётом 1:2.
Сезон 2011/2012 команда завершает на предпоследнем месте, причём последним становится снявшийся по ходу турнира харьковский «Монолит». «Кардинал-Ровно» отличается отсутствием стабильных результатов, а спад в игре команде связывается с финансовыми проблемами клуба. В сезоне 2012/2013 ровенская команда продолжает выступления в экстра-лиге Чемпионата Украины, где после восьми туров идёт на предпоследнем месте.